# تشارلز إي. ولفيرتون
تشارلز إي. ولفيرتون (بالإنجليزية: Charles E. Wolverton)‏ هو قاضي ومحامي أمريكي، ولد في 16 مايو 1851 في مقاطعة دي موين في الولايات المتحدة، وتوفي في 21 سبتمبر 1926 في غيرهارت في الولايات المتحدة.